# 50413 Petrginz
50413 Petrginz este un asteroid din centura principală, descoperit pe 27 februarie 2000, de Jana Tichá și Miloš Tichý.